# Yampier Hernández
Yampier Hernández Gonzales född 30 augusti 1984 i Havanna, är en kubansk boxare som kvalificerade sig till OS 2008 i Peking.

## Boxningskarriär
Vänsterhandsboxaren Hernández blev Kubas nummer ett först efter OS-mästaren Yan Barthelemi som hade slagit honom många gånger hade hoppat av, han vann det nationella mästerskapet åren 2007-2008, men det blev ingen medalj i Panamerikanska spelen 2007 efter att ha förlorat där mot Luis Yanes från USA.
I den andra kvalificeringsomgången för Syd- och Nordamerika inför OS 2008 förlorade Hernández mot Winston Méndez Montero från Dominikanska republiken, men besegrade sedan colombiern Oscar Negrete och kvalificerade sig därmed till OS.

## Meriter

### Olympiska meriter

#### Olympiska sommarspelen 2008
- Huvudartikel: Boxning vid olympiska sommarspelen 2008

Vid OS 2008i Peking förlorade Hernández i semifinalen mot mongolen Pürevdorjiin Serdamba, och erhöll därmed bronsmedaljen.
| Tävlande          | Viktklass     | Sextondelsfinal      | Åttondelsfinal        | Kvartsfinal           | Semifinal                 | Final                |
| Tävlande          | Viktklass     | Motståndare Resultat | Motståndare Resultat  | Motståndare Resultat  | Motståndare Resultat      | Motståndare Resultat |
| ----------------- | ------------- | -------------------- | --------------------- | --------------------- | ------------------------- | -------------------- |
| Yampier Hernández | Lätt flugvikt | Dostiev (TJK) W 12-1 | Chygayev (UKR) W 21-3 | Carvalho (BRA) W 21-6 | Serdamba (MGL) · L 8-+8 · |                      |